# 鼯猴
菲律宾鼯猴 是鼯猴属的唯一一种动物，菲律宾语里把它叫作kagwang。菲律宾鼯猴一般体重为1到1.7公斤，身长35到45厘米。头宽，耳小，眼大。栖息在树上，爪子能够在树间飞快地爬行和滑翔。它的尾巴长达30厘米。